# Grodzisko (kamieniołom)

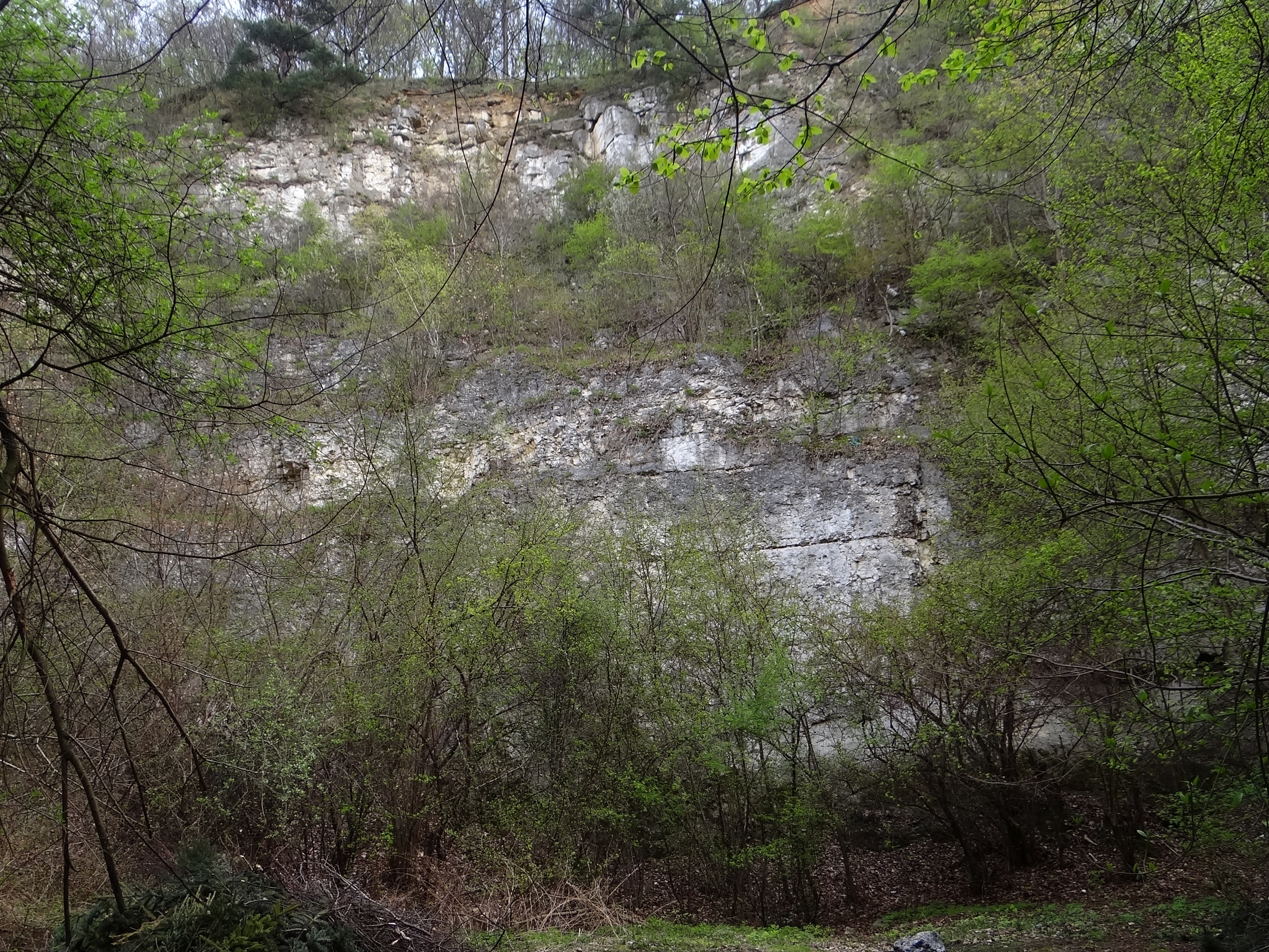
Kamieniołom w Grodzisku

Grodzisko – nieczynny kamieniołom na wzgórzu Grodzisko w Tyńcu w Krakowie. Znajduje się u zachodnich podnóży Grodziska opadających do terasy Wisły. Wydobywano w nim na niewielką skalę pochodzący z górnej jury wapień uławicony. Wapień z kamieniołomu Grodzisko jest biały, twardy i zbity, na przełomie posiada strukturę muszlowców, czasami gruzłowatą. Można w nim dostrzec liczne i często poszerzone przez zjawiska krasowe fugi międzyławicowe w postaci niewielkich anastamoz. Często występują krzemieniowe buły i płaskury. Przy ścieżce powyżej kamieniołomu w wapieniach skalistych odsłaniają się ciemnoszare, miejscami prawie czarne epigenetyczne naskorupienia krzemionki. Ich wielkość nie przekracza 30 cm, są od wapieni ostro odgraniczone i bardziej odporne na wietrzenie.
Jest to niewielki kamieniołom mający postać wnęki w zboczu, wytworzonej przez usunięcie części skał. Od strony zachodniej jest pionowa ściana, po bokach rumowisko skalne. Po zaprzestaniu eksploatacji stopniowo zarasta drzewami. Prowadzi do niego nieoznakowana ścieżka wzdłuż terasy Wisły.